# Hajime Mori
Hajime Mori (jap. 森 肇, Mori Hajime, in der angelsächsischen Literatur auch nach dem Kunrei-System: Hazime Mori; * 5. Mai 1926) ist ein japanischer, theoretischer Physiker, der sich mit statistischer Mechanik des Nicht-Gleichgewichts und Chaostheorie befasst.
In den 1950er-Jahren war er an der Universität Kyūshū und in den 1960er-Jahren am Forschungsinstitut für fundamentale Physik der Universität Kyōto. Später war er Professor an der Universität Kyūshū, wo er 1990 emeritierte.
Mori entwickelte Mitte der 1960er-Jahre aufbauend auf Arbeiten von Robert Zwanzig die Mori-Zwanzig- bzw. Mori-Theorie, bei der mit einem Projektionsoperator-Formalismus (in der Zeit irreversible) Bewegungsgleichungen für kollektive Freiheitsgrade aus den mikroskopischen Liouville-von-Neumann-Gleichungen gewonnen werden (siehe Nakajima-Zwanzig-Gleichung).
1968 erhielt er den Nishina-Preis.

## Schriften
- mit Yoshiki Kuramoto: Dissipative Structures and Chaos. Springer Verlag, 1998
- A Quantum-statistical Theory of Transport Processes. In: Journal of the Physical Society of Japan. Band 11, 1956, S. 1029–1044
- Statistical mechanical theory of transport in fluids. In: Physical Review. Band 112, 1958, S. 1829–1842
- Transport, collective motion and brownian motion. In: Progress of Theoretical Physics Supplement. Band 33, 1965, S. 423–455 (Mori-Theorie)